# Herbert Schultze (Marineoffizier)

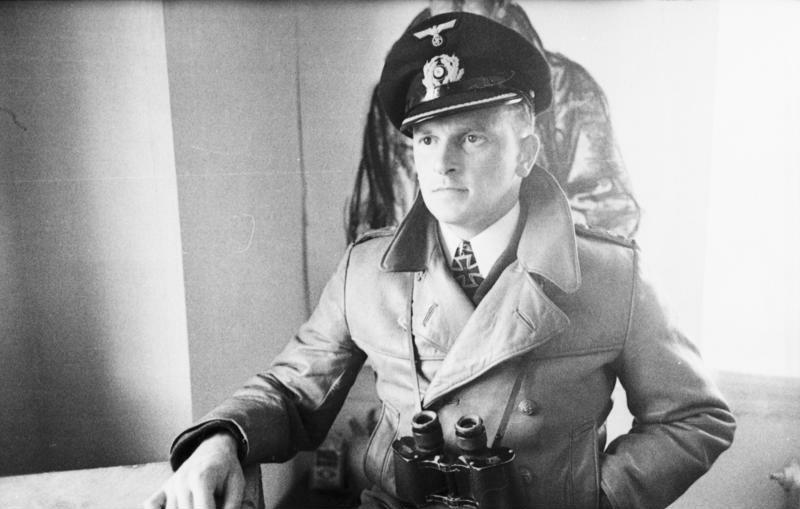
Herbert Schultze, 1941

Herbert Schultze (* 24. Juli 1909 in Kiel; † 3. Juni 1987 in Hereford bei London, England) war ein hoch dekorierter deutscher Marineoffizier und U-Bootkommandant im Zweiten Weltkrieg und ab 1956 der Bundesmarine.

## Leben
Herbert Schultze, später auch unter seinem Spitznamen „Vaddi“ bekannt, wurde am 24. Juli 1909 in Kiel geboren. Durch die Nähe zur See hatte er schon als Kind viel mit verschiedenen Booten und Fahrzeugen zu tun.

### Reichsmarine
Er trat Anfang April 1930 (Crew 30) in die Reichsmarine ein. Es folgten bis Ende Juni 1930 eine Infanteriegrundausbildung in der II. Abteilung Schiffstammdivision der Ostsee in Stralsund. Anschließend war er bis Anfang Oktober zur Bordausbildung auf dem Segelschulschiff Niobe und dann bis Anfang Januar 1932 auf dem Leichten Kreuzer Emden, mit dem er eine Weltreise (1. Dezember 1930 – 8. Dezember 1931) absolvierte. Nach diversen Ausbildungslehrgängen in Stralsund (Januar 1932 bis Ende März 1932 Infanterielehrgang für Fähnriche in der II. Abteilung Schiffsstammdivision der Ostsee), in Flensburg (April 1932 bis Ende März 1933 Hauptlehrgang für Fähnriche an der Marineschule Mürwik), in Kiel (Ende März 1933 bis Ende Juni 1933 Sperr- und Artillerielehrgang für Fähnriche an der Sperr- und Schiffsartillerieschule Kiel-Wik), erneut in Flensburg (Ende Juni 1933 bis Ende August 1933 Torpedo- und Nachrichtenlehrgang für Fähnriche an der Marineschule Flensburg-Mürwik) und in Wilhelmshaven (September 1933 bis Anfang Oktober 1933 Fla-Lehrgang für Fähnriche an der Küstenartillerieschule) kam er bis Anfang Oktober 1934 zur Bordausbildung und als Divisionsleutnant auf den Leichten Kreuzern Leipzig.

### Kriegsmarine
Die Kommandierung auf die Leipzig wurde vom 8. Oktober 1934 bis 22. Dezember 1934 durch seine Ausbildung zum Funktechnischen Offizier an der Nachrichtenschule Flensburg-Mürwik unterbrochen, sodass er als 2. Funktechnischer Offizier und Divisionsleutnant auf die Leipzig zurückkehrte und dort bis Ende September 1935 blieb. In der gleichen Funktion kam er bis Anfang Juli 1936 auf die Karlsruhe. Er wurde Gruppenoffizier an der Marineschule Mürwik in Flensburg-Mürwik und ab 31. März 1937 Ausbildungsoffizier für Reserve-Offizieranwärter in der Marine-Unteroffizierslehrabteilung Wesermünde. Vom 19. Mai 1937 bis 4. Oktober 1937 war er Kommandantenschüler an der U-Bootschule in Neustadt und zugleich im August 1937 Kommandant in Vertretung von U 5 (Typ II A) in der U-Bootsschulflottille, welche der U-Bootschule unterstellt war. Ab 5. Oktober 1937 besuchte er bis Ende Januar 1938 einen Torpedo-B und U-Torpedooffiziers-Lehrgang an der Torpedo- und Nachrichtenschule Flensburg-Mürwik.
Am 30. Januar 1938 wurde er Kommandant von U 2 (Typ II A), eines sogenannten „Einbaums“, das der U-Bootsschulflottille angehörte. Im März/April 1939 erfolgte auf der Germaniawerft in Kiel die Baubelehrung von U 48 (Typ VII B), das das erfolgreichste Unterseeboot des Krieges werden sollte. Vom 22. April 1939 bis 20. Mai 1940 war er Kommandant von U 48 in der 7. U-Flottille in Kiel. Auf 5 Unternehmungen versenkte U 48 16 Schiffe mit 109.074 BRT, dabei kamen 22 Menschen ums Leben. Schultze erkrankte schwer und musste bis Oktober 1940 in einem Lazarett behandelt werden. Nach seiner Entlassung aus dem Lazarett wurde er in Vertretung Chef der 7. U-Flottille und blieb dies bis Mitte Dezember 1940. Anschließend übernahm er bis zum 27. Juli 1941 wieder U 48. Auf 3 Unternehmungen versenkte U 48 10 Schiffe mit 60.635 BRT, wobei dabei mindestens 143 Menschen ums Leben kamen. Vom 28. Juli 1941 bis 16. März 1942 war er Chef der 3. U-Flottille, welche in La Pallice stationiert war. Im Februar 1942 wurde das Kommando von einem Aufenthalt im Kurlazarett Bad Nauheim unterbrochen. Er kam bis Anfang Dezember 1942 als U-Admiralstabsoffizier zum Marinegruppenkommando Nord und wurde bis Anfang März 1944 6. Admiralstabsoffizier in der 2. Seekriegsleitung/Befehlshaber der U-Boote Operationsabteilung, ab Februar 1944 wieder von einem Aufenthalt im Kurlazarett Edlach unterbrochen. Er wurde Kommandeur der II. Abteilung der Marinekriegsschule Schleswig und blieb dies bis 8. Mai 1945.

### 1945/1946
Nach der Kapitulation wurde er bis August 1945 Bataillonskommandeur der Wehrmachtsordnungstruppe im Sonderbereich Mürwik und wurde anschließend durch die Alliierten als Kommandeur der Marineschule Mürwik und des Lagers „Heinz Krey“ eingesetzt. Anfang November 1945 übernahm er, nunmehr als Zivilist, die Aufgabe eines Betriebsleiters der Marineanlagen im Flensburg-Mürwik. Diese Tätigkeit endete Ende Oktober 1946.

### Bundesmarine
Nach dem Eintritt in die Bundesmarine am 2. Juli 1956 wurde er bis Mitte Februar 1959 Kommandeur der 3. Schiffsstammabteilung. Anschließend kam er als Personalstabsoffizier (A1) in den Stab des Kommandos der Flottenbasis. Ab 1. Januar 1961 war er mit der Wahrnehmung der Geschäfte als Kommandeur der Trossschiffe beauftragt. Vom 16. Juli 1962 bis 30. September 1964 war er Lehrgruppenleiter an der Marineschule Mürwik und wurde Leiter der Freiwilligen-Annahmezentrale der Marine. Aus dieser Position wurde er am 30. September 1968 in den Ruhestand versetzt.
Herbert Schultze starb am 3. Juni 1987 in London und wurde in Wilhelmshaven beigesetzt.

## Dienstgrade
- 9. Oktober 1930: Seekadett
- 1. Januar 1932: Fähnrich zur See
- 1. April 1934: Oberfähnrich zur See
- 1. Oktober 1934: Leutnant zur See
- 1. Juni 1936: Oberleutnant zur See
- 1. Juni 1939: Kapitänleutnant
- 18. März 1943: Korvettenkapitän (mit Wirkung zum 1. April 1943)

Bundeswehr
- 1. November 1956: Fregattenkapitän (mit Wirkung zum 2. Juli 1956)
- 1. Juli 1966: Kapitän zur See

## Auszeichnungen
- Wehrmacht-Dienstauszeichnung IV. Klasse am 2. Oktober 1936
- Olympia-Erinnerungsmedaille am 20. April 1937
- Eisernes Kreuz (1939) II. und I. Klasse am 25. September bzw. 27. Oktober 1939
- U-Boot-Kriegsabzeichen (1939) am 25. September 1939
- Ritterkreuz des Eisernen Kreuzes mit Eichenlaub[1]
  - Ritterkreuz am 1. März 1940
  - Eichenlaub am 12. Juni 1941 (15. Verleihung)
- U-Boot-Kriegsabzeichen mit Brillanten am 15. Juli 1941
- Italienisches Kriegskreuz mit Schwertern am 24. Oktober 1941
- Nennung im Wehrmachtbericht am 26. Februar 1940; 2. April und 12. Juni 1941